# Kamot
Kamot is een bestuurslaag in het regentschap Alor van de provincie Oost-Nusa Tenggara, Indonesië. Kamot telt 929 inwoners (volkstelling 2010).